# BIS commutée
 (juillet 2025).
Si vous disposez d'ouvrages ou d'articles de référence ou si vous connaissez des sites web de qualité traitant du thème abordé ici, merci de compléter l'article en donnant les références utiles à sa vérifiabilité et en les liant à la section « Notes et références ».
La BIS commutée (ou Bande Intermediaire Satellite commutée ou BIS-C) est la bande de fréquences de 950 à 2150 MHz (en SAT) qui est commutée par le démodulateur ou le terminal DVB-S type DiSEqC 1 sur :
- la bande de fréquence, haute ou basse ;
- la polarisation, H ou V ;
- le satellite, 1 ou 2 (4 possibles).

La BIS commutée est aussi utilisée en antenne collective.
Cette technique, la plus performante et la moins chère, doit être notamment préférée en collectif, sauf éventuellement en petite résidence où il peut être choisi des têtes à 2, 4, ou 8 sorties, donc pour 2, 4 ou 8 appartements.